# SAW (esports)
SAW é uma organização de esports profissional portuguesa sediada em Vila Nova de Gaia, Portugal. Fundada a 1 de Janeiro de 2020, o seu nome representa a sigla do lema "Stay A Warrior" (em português: mantém-te um guerreiro), sendo anteriormente estilizado como sAw. A organização atualmente apenas compete no Counter-Strike 2 e conta também com uma equipa de criadores de conteúdos.

## Divisões

### Counter-Strike
Depois de Christopher “MUTiRiS” Fernandes, Ricardo “rmn'” Oliveira e Omar “arki” Chakkor deixarem a sua antiga equipa Giants Gaming, juntaram-se a Renato “stadodo” Gonçalves e Tiago “JUST” Moura, jogadores que representavam os OFFSET Esports até então, criando um projeto temporário à procura de uma organização. Porém, após várias propostas abaixo das expectativas, os jogadores decidiram juntar-se a um "grupo de pessoas competentes", apostando num projeto a longo prazo.
Com uma série de bons resultados durante todo o ano de 2020, destacando dois segundos lugares na ESL Masters España, a participação na BLAST Premier: Spring 2020 European Showdown, a vitória da Master League Portugal Season 5 e o segundo lugar na DreamHack Open December 2020, os SAW alcançam um feito inédito para uma equipa portuguesa ao garantir o 21º lugar no ranking da HLTV(tabela atualizada semanalmente que apenas contabiliza os resultados nas competições ocorridas nos três meses anteriores). Desde então a tendência foi a descida, realçando positivamente a qualificação para a Blast Spring Showdown 2021, mais dois vices na ESL Masters España e a conquista da Master League Portugal Season 7, terminando o ano na 56ª colocação do ranking.
Nos anos de 2022 e 2023, os SAW continuaram a afirmar-se como a principal organização a atuar em Portugal, tendo vencido a Master League Portugal Seasons 10, 11 e 12 (esta última já no CS2, tornando-se na única organização a vencer a competição em edições consecutivas e também na única a vencê-la por 5 vezes) e duas ESL Masters España consecutivas (Seasons 12 e 13, coincidentemente as duas últimas edições do torneio, após terem sido por cinco vezes seguidas vice-campeões). Internacionalmente, a equipa participou pela primeira vez na sua história na ESL Pro League, após vencerem a European Conference, e participaram no European RMR A, competição que qualifica várias equipas europeias para o PGL Major Antwerp 2022, perdendo apenas no jogo decisivo contra os Outsiders (onde ficaram apenas a 0,02 segundos de serem a primeira equipa portuguesa a classificar-se para um Major), não indo para além do último lugar nos RMRs seguintes (IEM Rio Major 2022: European RMR B e BLAST.tv Paris Major 2023: European RMR A).
Durante o mesmo período, a equipa substituiu stadodo, JUST e arki (três dos membros fundadores do projeto, sendo que este último voltaria mais tarde para o cargo de treinador) pelos jovens jogadores Michel "ewjerkz" Magalhães, João “story” Vieira e Rafael "arrozdoce" Wing. Após a saída de arki, desta vez como treinador, os SAW anunciam Daniel “NABOWOW” Brito, que até então era o analista da equipa portuguesa, como novo treinador interino até ao final de 2023, mas este é rapidamente oficializado como treinador principal da equipa.
Naquele que viria a ser o melhor ano da organização no Counter-Strike, os SAW começam por se classificar para o European RMR A do PGL Major Copenhagen 2024 e vencem a RTP Arena Cup 2024, carimbando a participação na BLAST Premier: Spring Showdown 2024, torneio que venceram a par de Team Spirit (uma vez que a competição não possui final entre as duas equipas vencedoras das semifinais), derrotando Team Liquid, Cloud9 e OG. Os SAW têm um começo atribulado no RMR com duas derrotas, mas conseguem dar a volta, tornando-se na primeira equipa completamente portuguesa a atingir um Major, o torneio mais importante e prestigioso do CS. No entanto, apesar das expectativas serem altas para a passagem à próxima fase (Elimination Stage, anteriormente conhecida como Legends Stage) devido a terem começado com duas vitórias e ao excelente momento em geral, acontece exatamente o contrário que no RMR, onde os SAW desperdiçam três oportunidades seguidas e perdem frente a Furia na série decisiva. Mesmo assim, conseguem alcançar a sua melhor classificação de sempre - 18º lugar na HLTV.
No resto da primeira metade do ano, os jogadores sentem um decréscimo no desempenho geral da equipa, o que os motiva a chegar a um acordo com a organização de não continuar com NABOWOW como seu treinador, tendo o próprio se mostrado surpreendido com a decisão. Ainda neste período os SAW voltam à ESL Pro League, substituindo os Cloud9 devido a uma alteração no seu alinhamento, onde são eliminados no jogo decisivo do Grupo A frente a Virtus.pro. Já sobre o comando de Danny "BERRY" Krüger, treinador dinamarquês anunciado para acompanhar temporariamente a equipa (até à participação na BLAST Premier: Spring Final 2024), os SAW falham por duas vezes a qualificação para a ESL Pro League 20, perdendo na ESL Challenger League Season 47: Europe contra os campeões Sangal Esports e tendo a possibilidade de disputar os playoffs da a European Conference negada pelos critérios de desempate. Também não conseguem uma prestação positiva na competição da Blast, sendo esta marcada apenas por derrotas frente a FaZe e Astralis. 

### VALORANT (Inativo)
No dia 7 de fevereiro de 2021, os SAW entraram oficialmente no VALORANT com a aquisição da equipa Warriors, nessa altura classificada no 20º lugar do ranking do site THESPIKE, depois de quase atingir o Challengers 1 do VCT Europe Stage 1, onde perderam apenas na série decisiva da qualificação para o evento. Até ao final do ano ainda tentariam a qualificação para os Challengers 1 e 2 do VCT Europe Stage 2 e para o Challengers 1 do VCT Europe Stage 3, não o conseguindo concretizar. Contudo no início de 2022 os SAW anunciam a suspensão por tempo indeterminado desta divisão devido a não concordarem com certas decisões tomadas pela Riot Games para o futuro do das ligas profissionais, maioritariamente devido ao facto dos jogadores e organizações portuguesas terem sido associadas à liga espanhola e desta ter priorizado projetos espanhóis ao efetuar os convites, restando apenas a opção de disputar competições amadoras, algo que não fazia parte dos planos da organização.
Com o anúncio da criação do VALORANT Challangers Portugal: Tempest, os SAW decidem abraçar um novo projeto com a aquisição dos jogadores dos Arroz, equipa vencedora do VALORANT Campeonato de Elite (campeonato de qualificação para o Challangers Portugal) que ocupava a 10ª colocação no ranking europeu, tendo como principal objetivo competir no também novo VCT Ascension EMEA, competição que garante acesso às ligas internacionais. Desde então a organização conquistou os dois splits da VALORANT Challangers Portugal: Tempest 2023, o que assegurou a qualificação para o VCT Ascension EMEA, competição na qual a equipa portuguesa conseguiu o quarto lugar, sendo eliminada nos playoffs depois de perder contra as duas equipas finalistas - Apeks e Gentle Mates.
Por não conseguirem alcançar o VCT EMEA, os SAW deixaram os seus jogadores ouvirem propostas de outras organizações, resultando na presença do primeiro jogador português na principal liga europeia (Tomás "tomaszy" Machado, ao assinar pelos franceses Karmine Corp) e reformularam completamente a sua equipa à volta do jogador Eduardo “Addicted” Torres, mantendo também o treinador Tiago “mowzassa” Rodrigues, que inclusive estiveram na primeira experiência dos SAW no VALORANT em 2021. Com o novo alinhamento, a organização conquistou novamente os dois splits da VALORANT Challangers Portugal: Tempest 2024, sendo novamente a representante portuguesa no VCT Ascension EMEA. Apesar de disputar um primeiro jogo bastante renhido frente a MOUZ (uma das equipas vistas como favoritas para ganhar a competição), no qual venceram o seu mapa de escolha e perderam os outros dois apenas no prolongamento (tornando-se no jogo mais longo da história do torneio, com um total de 96 rondas e cerca de 4 horas de duração), a equipa portuguesa despediu-se do Ascencion sem conquistar uma única vitória.
Devido às constantes alterações da Riot ao sistema competitivo do VALORANT, como a junção das ligas portuguesa, espanhola e italiana (apesar que desta vez os SAW tinham a sua presença assegurada) e o cancelamento do terceiro split e falta de competições até ao final do ano, a organização decide encerrar novamente a divisão. O fim da liga portuguesa curiosamente torna SAW (como organização), Addicted (como jogador) e mowzassa (como treinador) nos únicos vencedores de todas as edições da VALORANT Challangers Portugal: Tempest.

### League of Legends (Inativo)
No mês de novembro de 2023, os SAW anunciaram que iriam participar na LPLOL (campeonato português de League of Legends), ocupando a vaga deixada pela FTW Esports. A equipa passou a ser constituída por Carlos “Caucha” Martinho, João “D4SH” Gomes e Rúben “Worst” Correia (antigo núcleo dos vice-campeões dos dois splits em 2023 - White Dragons), José “Quintero” Martins (jogador que conquistou o torneio de off-season LPLOL Rift 2023 ao lado de Caucha pelos GTZ Esports) e Henrique “Henra” Antunes. Mas depois de perder contra os GTZ na final da lower bracket e terminar a sua temporada de estreia na terceira posição, a organização decide primeiramente anunciar a rescisão de contrato com D4SH, Worst e Quintero, admitindo procurar outras soluções para atingir os seus objetivos, mudando rapidamente de ideias ao anunciar o fim desta modalidade pouco mais de 4 meses após o seu início, afirmando que este desfecho não foi motivado pelos resultados obtidos, nem por falta de talento dos seus jogadores e da staff, mas sim pelos objetivos e valores projetados pela própria organização.

### FIFA (Inativo)
No final de 2021, os SAW entraram no cenário competitivo do FIFA 22, ao contratarem Rafa “RafaMonteiro09” Monteiro (participante de uma das duplas mais consistentes em Portugal na época anterior, onde disputou quatro finais nas cinco provas da eLiga Portugal e se sagrou vencedor da Supertaça), Tiago "Darkley11" Pires (jovem talento que também atingiu duas dessas finais, conquistando a eLiga Portugal Winter frente ao seu novo colega de equipa) e, cerca de dois meses mais tarde, Gabriel “GabrielPN” Peres Nunes (jogador brasileiro que alcançou o 14º lugar do ranking mundial no FIFA 20). Através de uma parceria com o Gil Vicente, os jogadores representaram o clube português nas competições da eLiga Portugal, onde sairam derrotados nos quartos de final da liga contra o Arouca e nas meias finais da taça contra o Vizela, resultados que não lhes permitiram disputar a supertaça. Por motivos de sustentabilidade a modalidade foi encerrada no final do ano de 2022.

## Criadores de Conteúdo
| Nome                     | Funções  | Canal |
| ------------------------ | -------- | ----- |
| Daniel "Arganaça" Pinto  | Youtuber |       |
| Joana "Joanass" Silva    | Streamer |       |
| João "L0pes" Lopes       | Youtuber |       |
| Inês “Mayinha” Maia      | Streamer |       |
| Ricardo "fox" Pacheco    | Streamer |       |
| Rui "oruipinto" Pinto    | Streamer |       |
| Rui “Dieguito” Fernandes | Streamer |       |